# Kurt Gerron
Kurt Gerson, dit Kurt Gerron, est un acteur et réalisateur allemand de confession juive, né le 11 mai 1897 à Berlin et mort assassiné le 28 octobre 1944 dans le centre d’extermination d’Auschwitz.

## Biographie

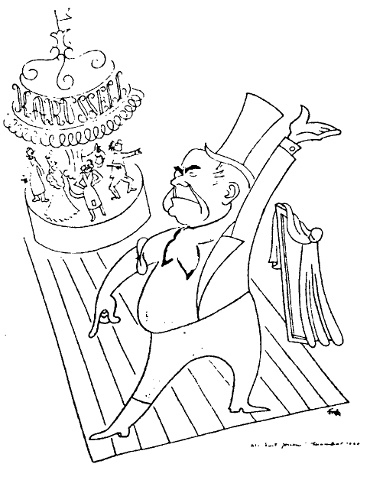
Kurt Gerron et son Karussell, le cabaret qu'il crée à Theresienstadt. Caricature de Bedřich Fritta.

Né de parents juifs, Kurt Gerron commence par étudier la médecine, mais abandonne ses études pour devenir acteur en 1920.
Parmi ses différents rôles, il joue dans L'Ange bleu, de Josef von Sternberg partageant la vedette avec Marlene Dietrich et dans Les Hommes le dimanche, premier film de Robert Siodmak (deux films sortis en 1930).
Il refuse des propositions d'Hollywood, préférant continuer de travailler en Allemagne. À l'arrivée des nazis au pouvoir, il se réfugie en France puis aux Pays-Bas où il continue son travail d'acteur et de metteur en scène de théâtre. Après l'occupation allemande, il est interné au camp néerlandais de transit de Westerbork avant d'être déporté vers le ghetto et camp de concentration de Theresienstadt.
Malgré les conditions de vie du camp, il y tient un cabaret nommé le Karussell, pour distraire les autres détenus. En 1944, les nazis l'obligent à réaliser un film de propagande sur le camp pour montrer à la communauté internationale l' « agréable » camp de Theresienstadt, film appelé Theresienstadt. Der Führer schenkt den Juden eine Stadt (Le Führer offre une ville aux Juifs).
Après la réalisation de ce film, Gerron est déporté dans le dernier convoi pour Auschwitz où il est gazé dès son arrivée ainsi que sa femme et toute l'équipe ayant participé au film. Le lendemain, devant l'avancée des troupes soviétiques, le Reichsführer-SS Heinrich Himmler donne l'ordre d'arrêter les chambres à gaz.

## Filmographie partielle

### Acteur
Au cinéma
- 1925 : Variétés (Varieté) d'Ewald André Dupont
- 1927 : La Traite des Blanches : un danger international de Jaap Speyer
- 1927 : Son plus grand bluff (Sein größter Bluff) de Harry Piel et Henrik Galeen
- 1928 : Das tanzende Wien de Friedrich Zelnik
- 1928 : Polizeibericht Überfall d'Ernő Metzner
- 1929 : L'Enfer blanc du Piz Palü d'Arnold Fanck et Georg Wilhelm Pabst : L'homme du bar
- 1929 : Le Journal d'une fille perdue de Georg Wilhelm Pabst
- 1930 : L'Ange bleu (Der Blaue Engel) de Josef von Sternberg
- 1930 : Le Chemin du paradis (Die Drei von der Tankstelle) de Wilhelm Thiele
- 1930 : Anny... music-hall (Die vom Rummelplatz) de Karel Lamač
- 1930 : Les Hommes le dimanche (Menschen am Sonntag) de Robert Siodmak
- 1930 : Le Cambrioleur (Einbrecher) de Hanns Schwarz
- 1937 : I tre desideri de Giorgio Ferroni et de lui-même

Au théâtre
- 1928 : L'Opéra de quat'sous de Bertolt Brecht et Kurt Weill (création) : Tiger Brown

### Réalisateur
- 1931 : Meine Frau, die Hochstaplerin (Ma femme chevalier[réf. nécessaire])
- 1932 : Stupéfiants
- 1932 : Ein toller Einfall
- 1933 : Une femme au volant
- 1934 : Incognito
- 1937 : I tre desideri (coréalisé avec Giorgio Ferroni)
- 1945 : Theresienstadt (titre alternatif : Der Führer schenkt den Juden eine Stadt)

### Documentaires sur Kurt Gerron
- Prisonnier au paradis (Prisoner of Paradise)
- Kurt Gerron's Karussell (Kurt Gerrons Karussell) (Le Karussel de Kurt Gerron) , documentaire d'Ilona Ziok qui évoque Kurt Gerron et son film sur le camp de Theresienstadt au travers notamment de témoignages d'internés survivants. Le narrateur est Roy Kift (en), également auteur de La Comédie du Camp, une pièce sur la vie de Kurt Gerron à Theresienstadt. Ute Lemper figure dans ce documentaire.
  - (en) Eddie Cockrell, « Review: ‘Kurt Gerron’s Karussell’ », Variety,‎ 14 mars 1999 (lire en ligne)
  - (en) Tom Tugend, « Rare Nazi film shows Theresienstadt camp as paradise », Jerusalem Post,‎ 28 avril 2011 (lire en ligne)